# NGC 2253
NGC 2253 is een niet-bestaand object in het sterrenbeeld Giraffe. Het hemelobject werd op 1 november 1788 ontdekt door de Duits-Britse astronoom William Herschel.